# Aplared
Aplared är en tätort i Ljushults socken  i Borås kommun.
Aplared, som har vuxit upp som ett stationssamhälle vid Borås-Alvesta järnväg (numera Kust till kust-banan), ligger i närheten av riksväg 27.
I Aplared finns det en skola och två dagis, en fritidsgård, tre fotbollsplaner och en auktionshall. 
Fotbollslaget heter FC Lockryd och är en sammansättning av spelare från Aplared och grannorterna Sexdrega och Hillared.

## Befolkningsutveckling
| Befolkningsutvecklingen i Aplared 1960–2020 | Befolkningsutvecklingen i Aplared 1960–2020 | Befolkningsutvecklingen i Aplared 1960–2020 | Befolkningsutvecklingen i Aplared 1960–2020 | Befolkningsutvecklingen i Aplared 1960–2020 |
| ------------------------------------------- | ------------------------------------------- | ------------------------------------------- | ------------------------------------------- | ------------------------------------------- |
|                                             |                                             |                                             |                                             |                                             |
| År                                          |                                             |                                             | Folkmängd                                   | Areal (ha)                                  |
| 1960                                        | 1960                                        |                                             | 358                                         |                                             |
| 1965                                        | 1965                                        |                                             | 383                                         |                                             |
| 1970                                        | 1970                                        |                                             | 446                                         |                                             |
| 1975                                        | 1975                                        |                                             | 469                                         |                                             |
| 1980                                        | 1980                                        |                                             | 461                                         |                                             |
| 1990                                        | 1990                                        |                                             | 426                                         | 55                                          |
| 1995                                        | 1995                                        |                                             | 442                                         | 55                                          |
| 2000                                        | 2000                                        |                                             | 459                                         | 55                                          |
| 2005                                        | 2005                                        |                                             | 452                                         | 55                                          |
| 2010                                        | 2010                                        |                                             | 465                                         | 55                                          |
| 2015                                        | 2015                                        |                                             | 463                                         | 64                                          |
| 2020                                        | 2020                                        |                                             | 432                                         | 64                                          |
|                                             |                                             |                                             |                                             |                                             |